# ۸۲۱ (قمری)
۸۲۱ (قمری)، هشتصد و بیست و یکمین سال در گاهشماری هجری قمری است. اول محرم این سال برابر با هفدهم فوریه سال ۱۴۱۸ میلادی است.

## وابسته
- مسجد گوهرشاد مشهد
- مسجد گوهرشاد